# Xyleborus erygraphus
Xyleborus erygraphus är en skalbaggsart som först beskrevs av Julius Theodor Christian Ratzeburg 1837.  Xyleborus erygraphus ingår i släktet Xyleborus, och familjen vivlar. Arten förekommer tillfälligt i Sverige, men reproducerar sig inte.